# Колодяжный, Арсентий Григорьевич
Арсентий Григорьевич Колодяжный (1906-1943) — красноармеец Рабоче-крестьянской Красной Армии, участник Великой Отечественной войны, Герой Советского Союза (1944).

## Биография
Арсентий Колодяжный родился в 1906 году в селе Гонтари (ныне — Змиёвский район Харьковской области Украины). После окончания сельской школы работал в колхозе. В начале Великой Отечественной войны оказался в оккупации. После освобождения в феврале 1943 года Колодяжный был призван на службу в Рабоче-крестьянскую Красную Армию и в марте того же года направлен на фронт. Участвовал в освобождении Харькова, Полтавы, Кременчуга. К сентябрю 1943 года гвардии красноармеец Арсентий Колодяжный был стрелком 78-го гвардейского стрелкового полка 25-й гвардейской стрелковой дивизии 6-й армии 3-го Украинского фронта. Отличился во время битвы за Днепр.
В ночь с 25 на 26 сентября 1943 года Колодяжный, находясь в отряде старшего лейтенанта Зевахина, переправился через Днепр в районе села Войсковое Солонянского района Днепропетровской области Украинской ССР и принял активное участие в захвате высоты 130,3. Когда противник утром пять раз контратаковал позиции отряда, Колодяжный пулемётным огнём лично уничтожил более роты немецких пехотинцев. 28 сентября 1943 года во время боя Колодяжный получил ранение, но продолжал сражаться. В октябре 1943 года он пропал без вести.
Указом Президиума Верховного Совета СССР от 19 марта 1944 года за «мужество, отвагу и героизм, проявленные в борьбе с немецкими захватчиками» гвардии красноармеец Арсентий Колодяжный посмертно был удостоен высокого звания Героя Советского Союза. Также был награждён орденами Ленина, Красного Знамени и Красной Звезды.